# Schnittmuster

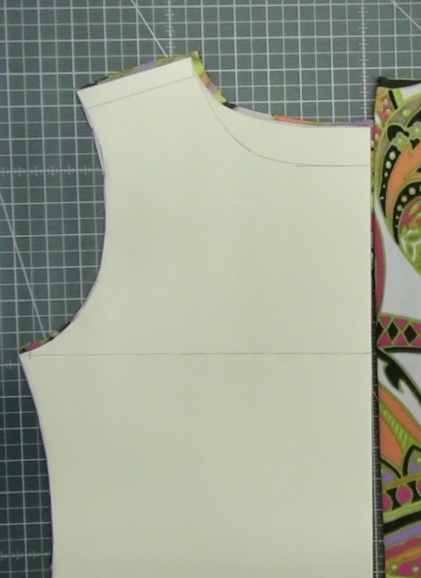
Schnittmuster für ein Shirt (2022)

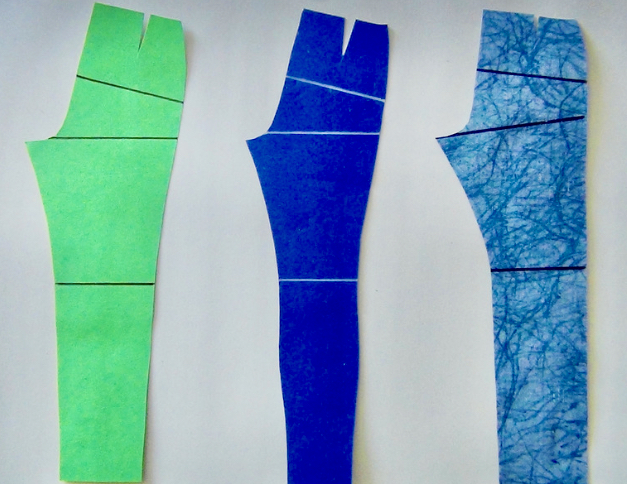
Schnittmuster für drei unterschiedliche moderne Hosentypen (2022)

Als Schnittmuster bezeichnet man in der Bekleidungsindustrie und Maßschneiderei die Papiervorlagen (Schnittteile), nach denen Stoff vom Zuschneider bzw. Zuschneidenden zugeschnitten wird. Die Berufsbezeichnung des Schnittmuster-Erstellers ist Directrice. Es gibt verschiedene Arten von Schnittmustern, wie den Grundschnitt, den Erstschnitt oder Modellschnitt und den Produktionsschnitt.
In der Industrie werden die Schnitte gradiert, also der Erstschnitt vergrößert und verkleinert in mehrere Größen. Das zweidimensionale Schnittmuster stellt ein dreidimensionales Kleidungsstück in Einzelteile zerlegt dar.

## Geschichte und Entwicklung

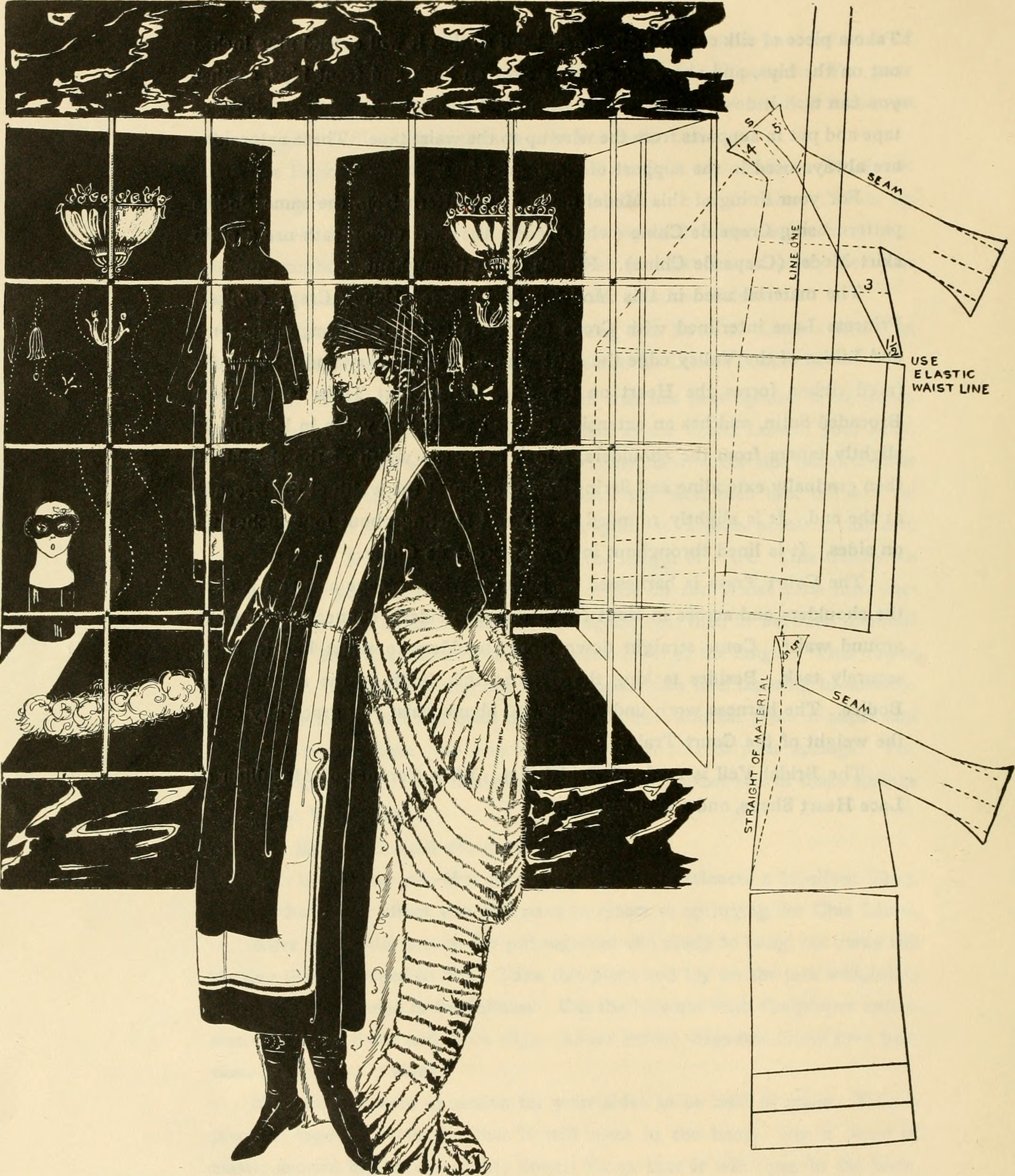
Schnittmuster für ein Art-déco-Kleid (1922)

Die heute älteste Fachschule für Mode und Schnitttechnik in Deutschland, M. Müller & Sohn, wurde 1891 gegründet. Auch für die private Verwendung waren Schnitte erhältlich. Vorläufer der Schnittmusterbögen für die nicht gewerbliche Schneiderei waren kleinformatige Schnittzeichnungen in deutschen Modezeitschriften des 18. Jahrhunderts mit Anleitungen zum Schneidern. Die Schnittmuster in tatsächlicher Größe, wie sie seit dem 19. Jahrhundert gedruckt wurden, verbesserte der US-amerikanische Unternehmer Ebenezer Butterick: Er versah ab 1863 die Schnitte mit Zugaben für verschiedene Größen und ließ alles zur Porto- und Papierersparnis auf Bögen aus dünnem Papier drucken. Spätestens seit 1849/50 gab es in Deutschland und Österreich beidseitig bedruckte „Schnittbogen“ oder „Schnittblätter“, auf denen die Teile sich überschneidend angeordnet und mit unterscheidbaren Linienmustern gekennzeichnet waren. Aus solchen Bogen wurden daher die Teile nicht mehr unmittelbar ausgeschnitten, sondern sie mussten von den Nutzern, zumeist Hausfrauen, mit Kopierpapier oder einem gezahnten Kopierrädchen auf einen zweiten Bogen übertragen werden.
Schon damals unterhielten bestimmte Modeverlage eigene „Schnittmusterabteilungen“ zu deren Vertrieb.
Durch Aenne Burdas Zeitschrift burda Moden, die sich gezielt nicht nur an erfahrene Schneiderinnen, sondern an durchschnittlich geschickte Frauen wandte, wurde im Deutschland der Nachkriegszeit das Selbstschneidern nach Schnittmustern erleichtert und popularisiert.

## Verfahren

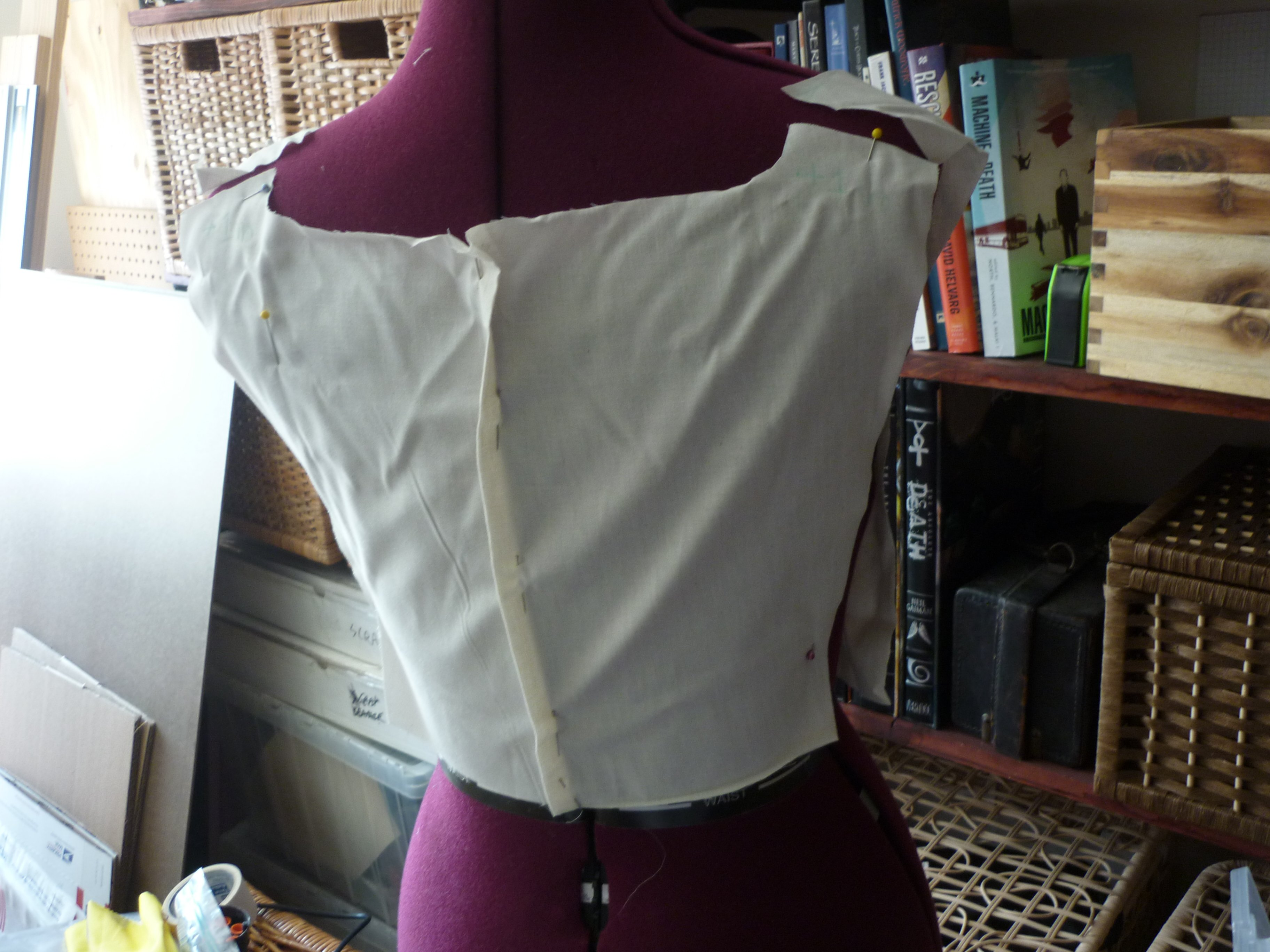
Abformen mit Nesseltuch an der Schneiderpuppe

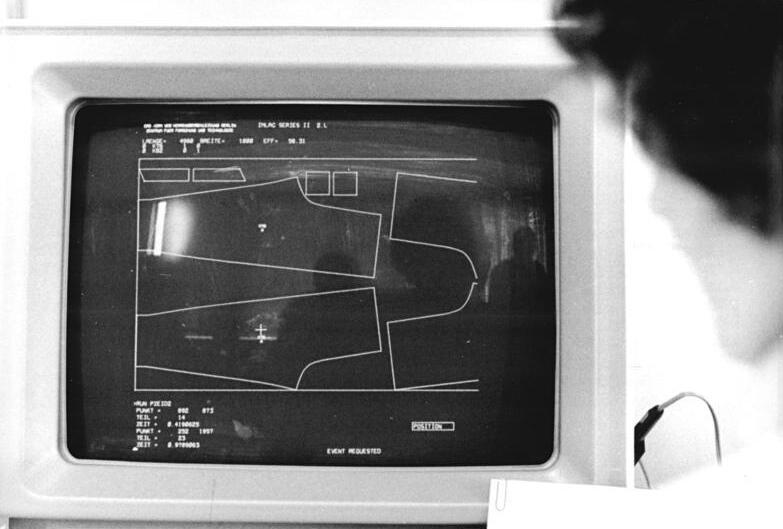
Die Anfänge der CAD-Programme

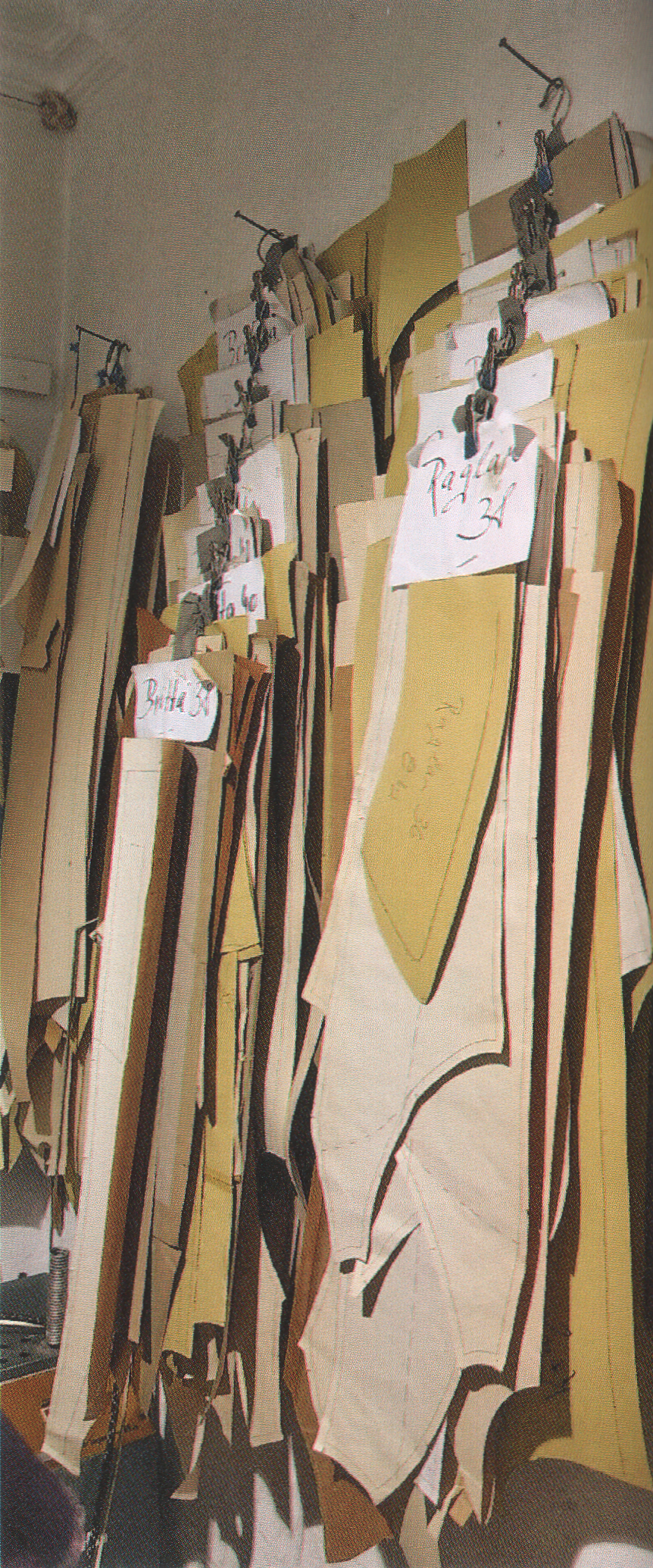
Aufbewahrung von Schnittmustern

Ein Schnittmuster kann durch Konstruktion und durch Abformen an der Schneiderpuppe erstellt werden. Krägen lassen sich schneller an der Puppe abformen.
Ein Grundschnitt für ein Oberteil kann auch durch Abformen mit Nesseltuch an der Schneiderpuppe erstellt werden. Nessel ist ein kostengünstiger Stoff in Leinenbindung, ein grober, meist aus ungebleichtem Baumwollgarn gewebter Stoff, nicht gefärbt und unbehandelt. Abnäher und Teilungsnähte werden eingezeichnet. Die Nesselteile werden dann zusammengenäht. Mit Hilfe einer Anprobe wird dann die Passform kontrolliert und eventuell verbessert. Die Änderungen werden dann am Nesselmodell eingezeichnet. Mit Hilfe der Nesselteile zeichnet man dann einen Papierschnitt.

## Schnittmuster für die Industrie
Es gibt verschiedene Schnittsysteme wie Müller & Sohn etc. jeweils für die Damenober- und Unterbekleidung, für die Herrenbekleidung und für Kinderbekleidung. Wirk- und Strickschnitte werden für elastische Materialien verwendet. Aus den Grundschnitten werden die Modellschnitte entwickelt. Dabei kommen spezielle Lineale und das Kopierrad zum Einsatz. Die Papierschnitte werden auf Karton übertragen, da sie robuster sein müssen, um wiederholtem Gebrauch standzuhalten. Jeder Hersteller hat seine eigenen Größenreihen. Es wird zwischen Grundschnitt, Erstschnitt und Produktionsschnitt unterschieden. Direktricen gradieren die Erstschnitte mit Hilfe einer CAD-Software (von engl. computer-aided design) computerunterstützt auf die gewünschten Größen. Der Produktionsschnitt muss alle für die Produktion notwendigen Angaben enthalten und alle notwendigen Teile beinhalten. Die Kollektionen werden in Größensätzen produziert. Die Kundin lässt das Kleidungsstück nach dem Kauf bei Bedarf abändern.

### Passformklassen
Grundschnitte für Oberteile werden im Unterschied zu Schnitten für Rock und Hose mit unterschiedlichen Weitenzugaben konstruiert. Der Grundschnitt für eine Korsage erhält die geringste, der Grundschnitt für einen legeren Mantel die größte Zugabe. Die Passformklasse (Null bis Zehn) ist ein Index für die vor der Konstruktion des Grundschnitts regelhaft zum Brustumfang addierten Mehrweite und fließt somit in den Modellschnitt automatisch mit ein. Die Mehrweite (Zugabe) ist eines der wichtigsten Konzepte. Mehrweite bietet Bewegungsfreiheit. Sie hat Auswirkungen auf die Form, Silhouette und auf das Design. Jeder Hersteller führt seine eigene Mehrweitentabelle. Die Verwendung von Passformklassen ist nicht einheitlich oder genormt. Manche Schnittsysteme arbeiten mit, manche ohne Passformklassen. In der Industrie haben sie sich in Hinblick auf die Reduktion von Entwicklungskosten und einen einheitlichen Stil und Silhouette bewährt.

### Digitalisierung
Nachdem ein Papierschnitt fertig gestellt wurde, digitalisieren Direktricen ihre Schnitte sehr oft zu Archivierungs- und Kommunikationszwecken. Der heutige Standard beim Digitalisieren sind automatische Verfahren wie Scanner- und Kamerasysteme.

## Schnittmuster für das Handwerk
Auch das Handwerk arbeitet mit Grundschnitten, meist jedoch nur mit Webstoffen. Nach dem Maßnehmen erfolgt die Figuranalyse. Dann werden die Grundschnitte individuell entsprechend der Figuranalyse auf die Körpermaße der Kundin abgeändert. Mithilfe einer Anprobe wird der Schnitt optimiert sowie Passformprobleme analysiert und behoben.

## Ausbildung
Die Ausbildung zur Schnitt-Direktrice erfolgt an Fachschulen. Auch Meisterschulen für Mode bilden für die Industrie aus. Die Ausbildung zur Direktrice dauert drei Jahre, davon sind sechs Monate als Praktikum in der Industrie zu absolvieren, sie endet mit der Abschlussprüfung. Einige Ausbildungsstätten verlangen zur Zulassung eine abgeschlossene Berufsausbildung im Bereich Bekleidung/Mode oder vergleichbare Berufserfahrung. Ein Teil Ausbildungsstellen hat eine staatliche Anerkennung. Darüber hinaus besteht im Handwerk die Möglichkeit der beruflichen Weiterbildung zum Damen- sowie Herren-Schneidermeister. Für Autodidakten gibt es Fachliteratur und online Schulungsangebote per Video, E-Dossier und E-Book unterschiedlichster Qualität, vom Malen nach Zahlen und 08/15-Anleitungen von Bloggerinnen sowie Hobbynäherinnen bis zur professionellen Unterrichtung durch Direktricen, für sowohl für die Standard- wie auch die Problemfigur.

## Hobby

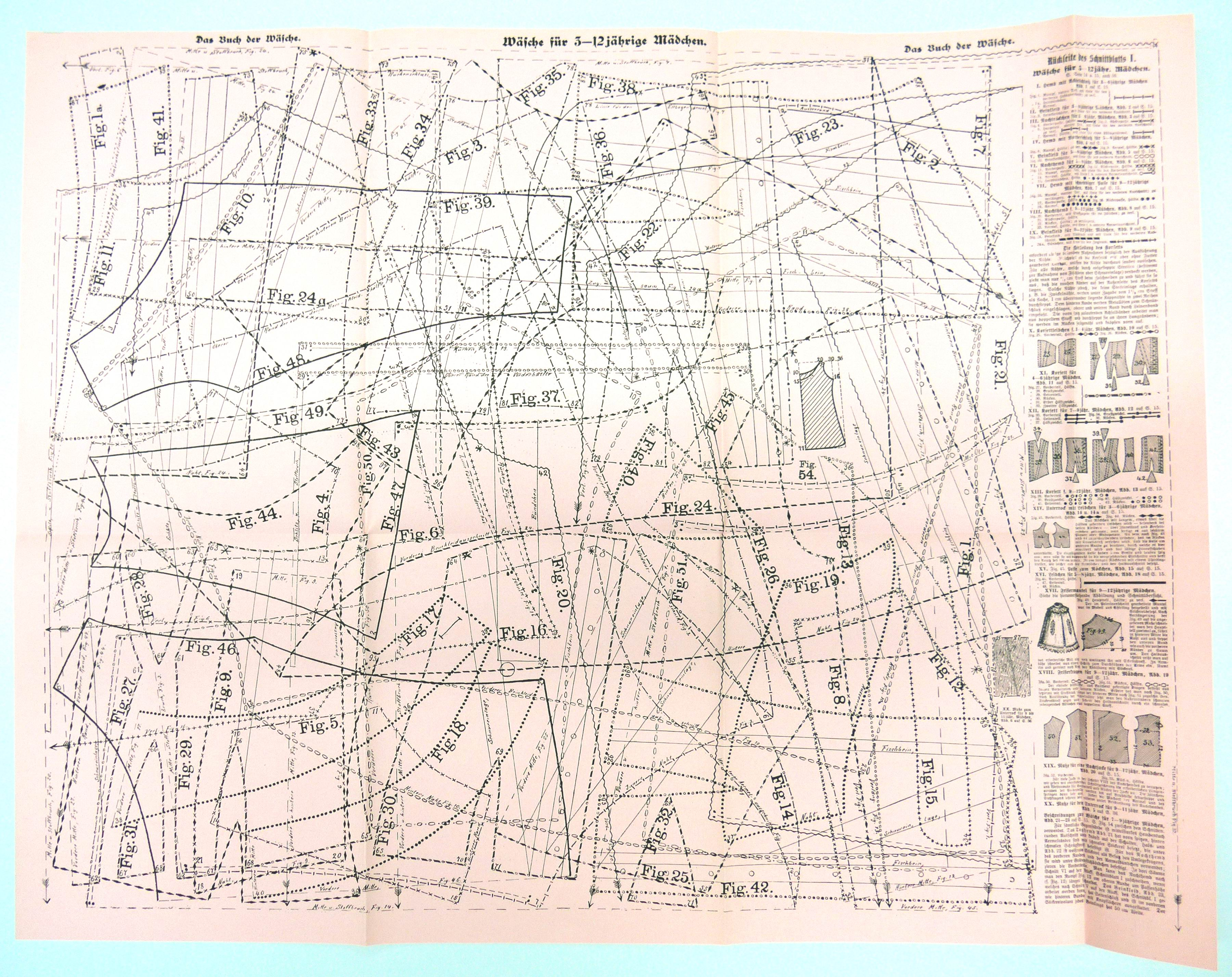
Kommerzieller Schnittmusterbogen für die Hobby-Schneiderei

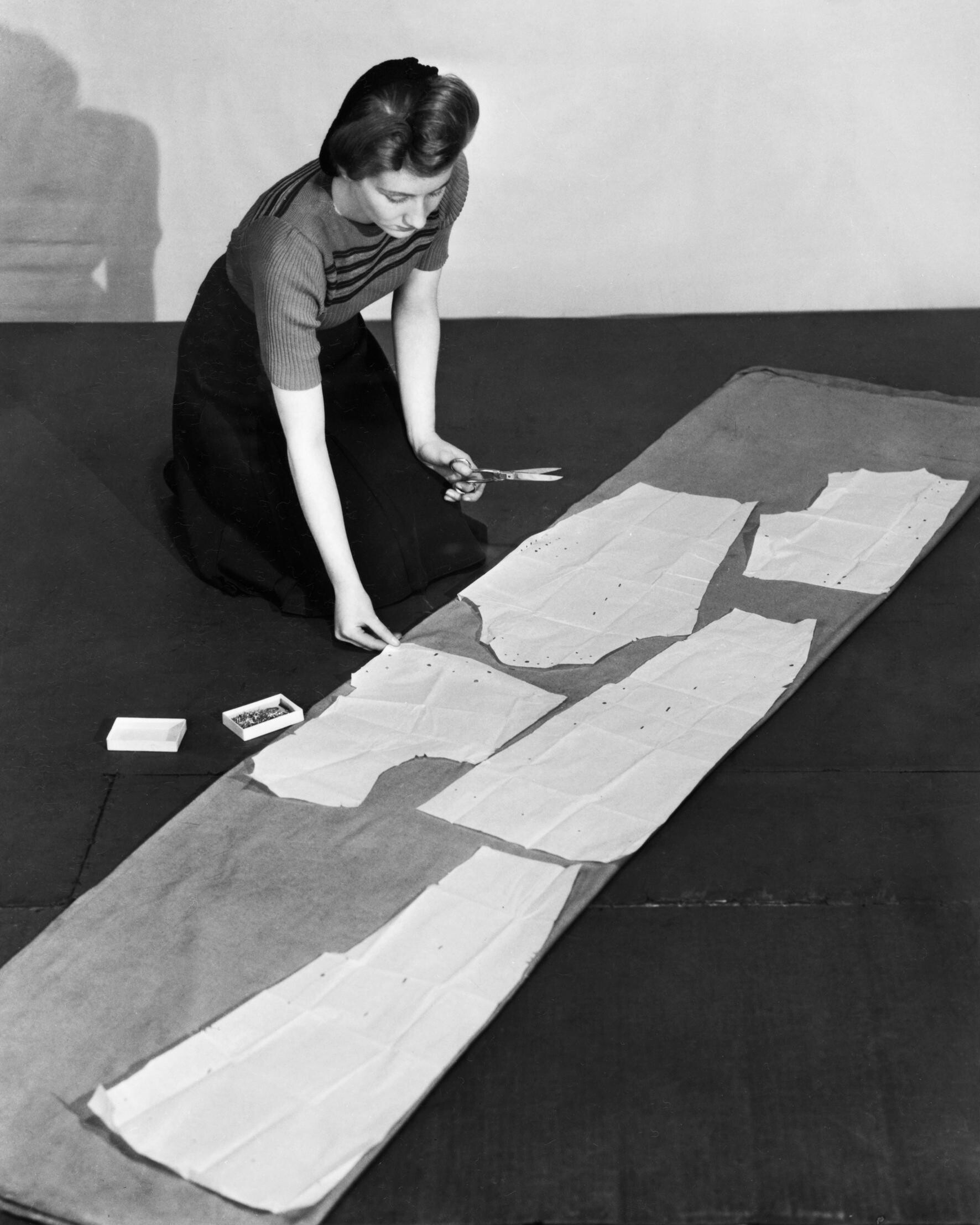
Stoff mit Schnittmuster zuschneiden

Für die Hobby-Schneiderin werden auf dem Schnittmusterbogen alle Schnitte eines Hefts abgebildet. Um alles unterzubringen, werden die Bögen beidseitig bedruckt und die Schnittteile so platzsparend wie möglich angeordnet. Dabei überschneiden sich die einzelnen Teile, weshalb man sie nicht einfach ausschneiden kann. Um ein bestimmtes Modell zu nähen, wird der entsprechende Schnitt mit speziellem Kopierpapier „abgepaust“ oder auf Folie, Seidenpapier und ähnlichem durchgezeichnet. Ein System von speziellen Konturlinien (Größenlinien), verschiedenen Linienarten (gestrichelt, gepunktet, durchgezogen), Nummern und Farben hilft beim Abpausen. Ein Einzel- oder Fertigschnitt bezeichnet ein Schnittmuster, bei dem sämtliche Schnittteile nebeneinander auf dem Bogen angeordnet sind. Die einzelnen Teile können so in jeder Größe einfach ausgeschnitten werden. Ein Einzelschnitt besteht normalerweise aus Schnittbogen, Nähanleitung und Modellbild. Zeichnungen und Schritt-für-Schritt-Anleitungen erleichtern zusätzlich das Nähen.
Zum Übertragen des Schnittmusters auf den Stoff können Kreide oder ein Kopierrad und spezielles Farbpapier verwendet werden, wobei auf den Fadenlauf zu achten ist. Dieser ist mit einem Pfeil auf dem Schnittmuster eingezeichnet.
Auf dem Schnittmusters sind häufig noch weitere Angaben zu finden, die das Verarbeiten erleichtern:
- Sogenannte "Knipse" (auch "Zwicke") markieren Stellen zum Einschneiden. Sie stehen im 90-Grad-Winkel von der äußeren Kante nach innen ab und sind sehr kurz – sie markieren häufig an gegenüberliegenden Seiten eine Kante, an der der Stoff später gefaltet oder umgelegt werden soll. Durch die bereits enthaltene Nahtzugabe von durchschnittlich ein bis zwei Zentimetern sind die Zwicke im fertigen Werkstück dann nicht mehr enthalten.
- Umbruch-Linien markieren einen Stoffbruch, beispielsweise die vordere Mitte oder den Saum. Sie sind gestrichelt und/oder gepunktet eingezeichnet.
- In manchen Schnittteilen werden zudem Mittellinien (vordere Mitte oder hintere Mitte) markiert.
- Einige Anleitungen verwenden Steppschablonen: Im Gegensatz zu den üblichen Schneideschablonen sind diese nicht zum Zuschneiden des Stoffes gedacht, sondern werden auf ein bereits zugeschnittenes Stück mit Kreide o. ä. übertragen und markieren eine Naht, die nicht an einem Rand entlang, sondern mitten im Stoffteil angesetzt wird.
- Wenn vorhanden, dann können Linien für die Umbrüche der Belege eingezeichnet sein. Belege stehen in diesen Fällen für Zwickel, die nicht aus einem separaten Stück eingenäht werden, sondern durch mehrmaliges Umschlagen von Kanten entstehen.

## Bezeichnungen in der deutschsprachigen Textilbranche
- DOB – Damenoberbekleidung
- HAKA – Herren- und Knabenoberbekleidung, ursprünglich eine Abkürzung für Herren-Anzüge / Knaben-Anzüge[12]
- KOB – Kinderoberbekleidung
- BESPO – Berufs- und Sportbekleidung